# リチャード・ヘイマン
リチャード・ヘイマン（Richard Hayman, 1920年3月27日 - 2014年2月5日）はアメリカ合衆国のアレンジャー、作曲家、ハーモニカ奏者、指揮者、音楽ディレクターである。アーサー・フィードラー時代のボストン・ポップス・オーケストラで、30年以上にわたってチーフ・アレンジャーを務めた。

## 経歴
マサチューセッツ州ケンブリッジ生まれ。18歳のときにボラ・ミネヴィッチとハーモニカ・ラスカルズ (Borrah Minevitch and His Harmonica Rascals) のハーモニカ奏者として音楽業界に入る。やがてハリウッドに出入りするなかでメトロ・ゴールドウィン・メイヤーの音楽ディレクターの目にとまり、『ガール・クレイジー (Girl Crazy) 』（1943年）、『若草の頃』（1944年）などの映画音楽のオーケストレーションを任されるようになった。このハリウッド時代にマックス・スタイナー、アルフレッド・ニューマン、エーリヒ・ヴォルフガング・コルンゴルトら映画音楽の巨匠達の薫陶を受けている。
1945-50年まで当時人気を誇ったヴォーン・モンロー・オーケストラ (Vaughn Monroe Orchestra) のレコーディングに参加、1950-65年にはマーキュリー・レコードのA&R・ディレクターとしてヴィック・ダモーン、パティ・ペイジのレコーディングに携わる傍ら自らもポップス・オーケストラを指揮して同レーベルから数々のアルバムを発表した。1960年にハリウッド・ウォーク・オブ・フェームの星を授かる。またこの時期からボストン・ポップス・オーケストラにチーフ・アレンジャーとして招かれるようになり、アーサー・フィードラーの下で数々の名編曲を生み出した。これらの編曲は、ボストン・ポップスのシェフがジョン・ウィリアムズ、キース・ロックハートの代になっても使われ続けている。
ポップス指揮者としても活躍し、セントルイス交響楽団の名誉ポップス指揮者、グランドラピッズ交響楽団、ハートフォード交響楽団及びカルガリー・フィルハーモニー管弦楽団の首席ポップス指揮者のポストを持つ。セントルイス響では2010年に彼の90歳を祝うコンサートが開催された。また1960年-68年までデトロイト交響楽団の首席ポップス指揮者を務め、ボストン・ポップスでは指揮者としてもフィードラーを補佐した。
彼自身のヒット曲に、1950年代に大ヒットした「ルビー」（映画『Ruby Gentry』のテーマ曲の編曲で、彼がハーモニカ・ソロを担当）や「ダンセロ（Dansero）」がある。レコーディングでは、1950年-60年代にマーキュリーから、80-90年代にはナクソスから、リチャード・ヘイマン＆ヒズ・オーケストラ (Richard Hayman and His Orchestra) 名義で多くのアルバムを発表している。
2014年2月5日、マンハッタンで死去した。